# Öffentlich-rechtliches Ausbildungsverhältnis
Ein öffentlich-rechtliches Ausbildungsverhältnis ist ein Ausbildungsverhältnis eigener Art, in dem ein Vorbereitungsdienst anstatt in einem Beamtenverhältnis auf Widerruf abgeleistet wird.
Die häufigsten öffentlich-rechtlichen Ausbildungsverhältnisse gibt es in der Juristenausbildung in Deutschland.

## Geschichte
Durch die Öffnungsklausel des § 14 Abs. 1 Beamtenrechtsrahmengesetz (BRRG) in der Fassung vom 24. Februar 1997 (BGBl. I S. 322) wurde es den Ländern möglich, dass ein Vorbereitungsdienst auch in einem öffentlich-rechtlichen Ausbildungsverhältnis außerhalb eines Beamtenverhältnisses abgeleistet werden kann, sofern der Vorbereitungsdienst auch Voraussetzung für die Ausübung eines Berufs außerhalb des öffentlichen Dienstes ist. Dies ist beim juristischen Vorbereitungsdienst der Fall, weil dieser Voraussetzung ist, um Rechtsanwalt zu werden. Tatsächlich wird nur eine Minderheit der Personen, die den juristischen Vorbereitungsdienst absolviert und die Befähigung zum Richteramt erworben haben, Beamter oder Richter. Mit der Öffnungsklausel konnten die Länder vom Grundsatz abweichen, dass Laufbahnbewerber einen Vorbereitungsdienst im Beamtenverhältnis auf Widerruf leisten. Die Umstellung auf ein öffentlich-rechtliches Ausbildungsverhältnis wurde in der Regel damit begründet, Personalkosten einsparen zu können.
Mit der Föderalismusreform im Jahr 2006 erhielten die Länder die Gesetzgebungskompetenz für die Laufbahnen der Beamten und Richter. Der Bund kann jedoch weiterhin Statusrechte und -pflichten gesetzlich regeln. Damit wurde die Öffnungsklausel des Beamtenrechtsrahmengesetzes obsolet. Die Länder können nunmehr öffentlich-rechtliche Ausbildungsverhältnisse auch auf andere Fälle ausweiten.
Der Bund führt keinen juristischen Vorbereitungsdienst durch.
Auf Bundesebene ist am Deutschen Patent- und Markenamt die Ausbildung zum Patentanwalt im Rahmen eines öffentlich-rechtlichen Ausbildungsverhältnisses organisiert.

## Juristenausbildung
Der zweijährige juristische Vorbereitungsdienst zwischen erster Prüfung und zweiter Staatsprüfung, mit der die Befähigung zum Richteramt erworben wird, fand seit der Öffnungsklausel zusehends in allen Bundesländern in einem öffentlich-rechtlichen Ausbildungsverhältnis statt. Zwischenzeitlich war eine Verbeamtung nur noch in Mecklenburg-Vorpommern vorgesehen. Zwischenzeitlich haben einige Länder wie etwa Sachsen die Verbeamtung im Vorbereitungsdienst zum Zwecke der Personalgewinnung wieder eingeführt.

### Dienstrechtliche Stellung
Das öffentlich-rechtliche Ausbildungsverhältnis für angehende Juristen bestimmt sich nach den jeweiligen Juristenausbildungsgesetzen der Länder. Voraussetzung zur Aufnahme in das Ausbildungsverhältnis ist das Bestehen der ersten Prüfung. Das Ausbildungsverhältnis besteht zum Land. Die Dienstbezeichnung im Ausbildungsverhältnis lautet „Rechtsreferendar“.
Dienstvorgesetzter und als solche zuständig für die dienstrechtlichen Entscheidungen über die persönlichen Angelegenheiten der Referendare ist der Präsident des Landgerichts, dem sie als Stammdienststelle zugewiesen worden sind. Für alle die Ausbildung leitenden Entscheidungen ist hingegen der Präsident des Oberlandesgerichts zuständig, in dessen Bezirk der Vorbereitungsdienst abgeleistet wird. Vorgesetzte sind die Leiter der Ausbildungsstelle sowie die Ausbilder und die Arbeitsgemeinschaftsleiter, denen die Referendare zur Ausbildung zugewiesen sind.
Referendare erhalten Erholungsurlaub und Sonderurlaub nach Maßgabe der Vorschriften für Beamte sowie Richter des Landes.
In einigen Bundesländern haben Rechtsreferendare eine, dem Diensteid ähnelnde, Erklärung abzugeben, über die eine Niederschrift anzufertigen ist, welche in die Personalakte aufgenommen wird. Die Erklärung lautet z. B. in Schleswig-Holstein: „Ich verpflichte mich, die Verfassung und Gesetze zu beachten und meine Dienstpflichten treu und gewissenhaft zu erfüllen.“
Den Referendaren wird nach beamtenrechtlichen Vorschriften Anwartschaft auf Versorgung bei verminderter Erwerbsfähigkeit und im Alter sowie auf Hinterbliebenenversorgung gewährleistet. Dies gilt z. B. nicht in Thüringen. In der Kranken-, Pflege- und Arbeitslosenversicherung besteht in einem öffentlich-rechtlichen Ausbildungsverhältnis Versicherungspflicht, weil bei Krankheit kein Anspruch auf Fortzahlung der Bezüge und auf Beihilfe besteht.

### Bezüge
Referendare erhalten eine monatliche Unterhaltsbeihilfe. Sie richtet sich z. B. in Nordrhein-Westfalen nach der Verordnung über die Gewährung einer monatlichen Unterhaltsbeihilfe an Rechtsreferendarinnen und Rechtsreferendare. Die Unterhaltsbeihilfe setzt sich zusammen aus einem monatlichen Grundbetrag in Höhe von 1275,17 Euro und einem Familienzuschlag. Rechtsreferendare in Mecklenburg-Vorpommern, die in einem Beamtenverhältnis auf Widerruf sind, erhalten hingegen einen Anwärtergrundbetrag von 1402,50 Euro. Es werden ferner Reise- und Umzugskostenvergütung nach den für die jeweiligen Landesbeamten geltenden Bestimmungen gewährt.

### Inhalt
Der juristische Vorbereitungsdienst findet bei Pflichtstationen sowie einer oder mehreren Wahlstationen, bei denen eine sachgerechte Ausbildung gewährleistet ist, statt. Pflichtstationen sind ein ordentliches Gericht in Zivilsachen, eine Staatsanwaltschaft oder ein Gericht in Strafsachen, eine Verwaltungsbehörde und ein Rechtsanwalt. Die Pflichtstationen dauern jeweils mindestens drei Monate, beim Rechtsanwalt mindestens neun Monate. Die Ausbildung kann in angemessenem Umfang bei überstaatlichen, zwischenstaatlichen oder ausländischen Ausbildungsstellen oder ausländischen Rechtsanwälten stattfinden (§ 5b DRiG).

## Andere Fälle
Vorbereitungsdienste in einem öffentlich-rechtlichen Amtsverhältnis außerhalb der Ausbildung zum Volljuristen gibt es beispielsweise in folgenden Bereichen.

## Allgemeine Verwaltung
In der allgemeinen Verwaltung wurden bis in die 1980er-Jahre auch Personen mit Realschulabschluss (Fachoberschulreife) für den damaligen gehobenen Verwaltungsdienst eingestellt, hatten aber zunächst ein 2-jähriges Verwaltungspraktikum in einem öffentlich-rechtlichen Ausbildungsverhältnis zu absolvieren.

### Feuerwehr
In einem öffentlich-rechtlichen Ausbildungsverhältnis findet die Ausbildung statt, die für die Einstellung in den Vorbereitungsdienst des zweiten Einstiegsamtes der Laufbahngruppe 1 des feuerwehrtechnischen Dienstes des Landes Nordrhein-Westfalen die erforderliche handwerkliche Vorausbildung zu vermitteln soll.

### Justizfachwirt
Die Ausbildung von Justizfachwirten des Landes Nordrhein-Westfalen kann im Rahmen eines öffentlich-rechtlichen Ausbildungsverhältnisses stattfinden.

### Lehrerausbildung
Bei Nichterfüllen der beamtenrechtlichen Voraussetzungen können angehende Lehrer z. B. in Baden-Württemberg den Vorbereitungsdienst in einem öffentlich-rechtlichen Ausbildungsverhältnis absolvieren. Dies kommt am häufigsten bei Bewerbern zum Tragen, die keine Staatsangehörigkeit eines Landes der Europäischen Union oder des Europäischen Wirtschaftsraums besitzen.

### Patentwesen
Patentanwälte absolvieren im Rahmen ihrer Ausbildung einen zweimonatigen Ausbildungsabschnitt am Deutschen Patent- und Markenamt (DPMA), sowie einen sechsmonatigen Ausbildungsabschnitt am Bundespatentgericht. In diesen insgesamt acht Monaten steht der Patentanwaltskandidat in einem unentgeltlichen, öffentlich-rechtlichen Ausbildungsverhältnis.